# Günter Felke

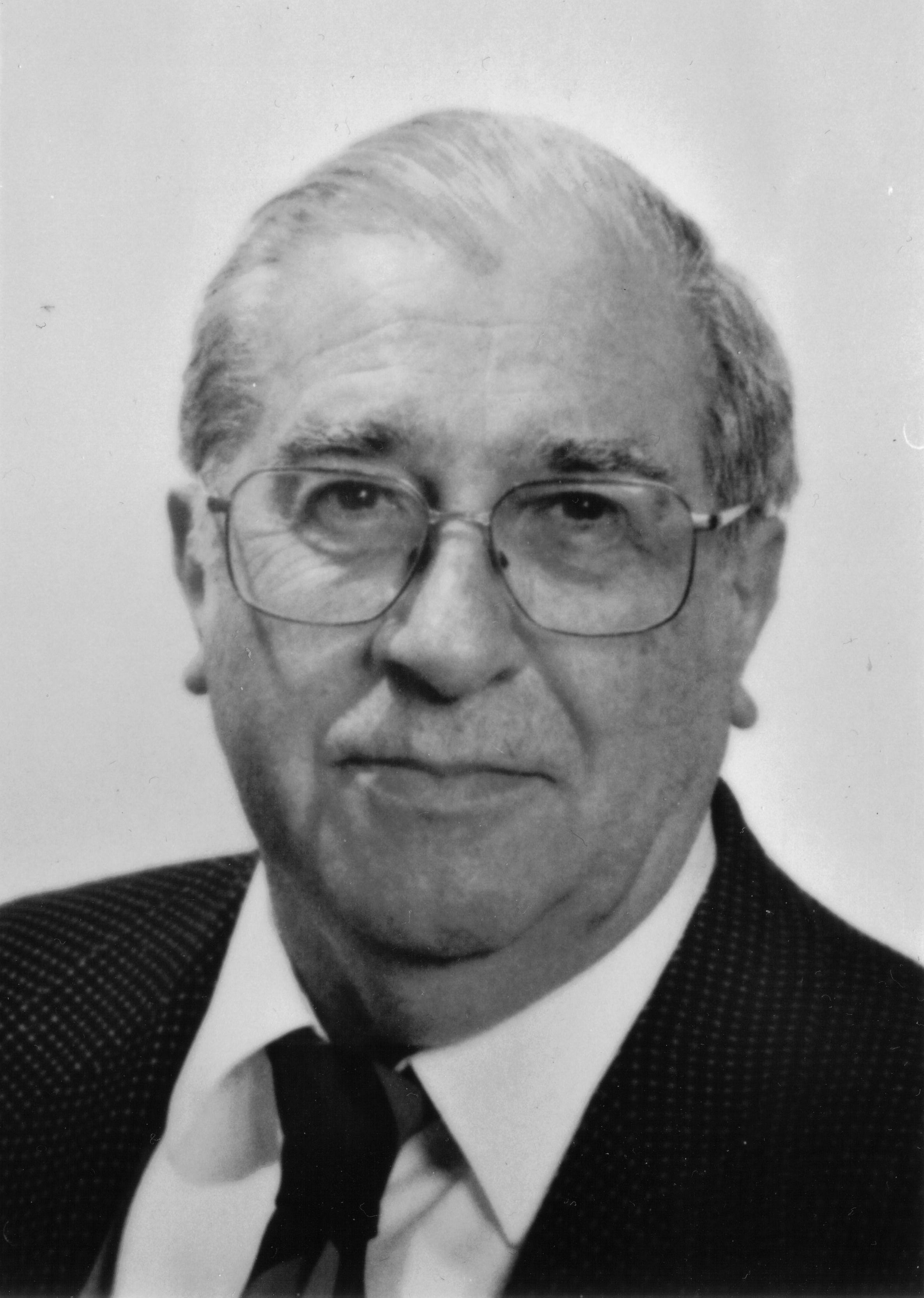
Günter Felke

Günter Michael Felke (* 4. November 1929 in Laufersweiler; † 22. März 2005 in Mainz) war ein deutscher Unternehmer, Numismatiker und Kulturförderer im Hunsrück.

## Leben
Günter Felke wurde als jüngster Sohn des Hunsrücker Unternehmers Michael Felke und dessen Frau Maria, geborene Oberst, in der Gemeinde Laufersweiler im Hunsrück geboren. Nach seiner Geburt siedelte er mit seiner Familie ins benachbarte Sohren, wo sein Vater ein Möbelproduktionsunternehmen aufbaute. Er besuchte das Herzog-Johann-Gymnasium in Simmern, das er 1948 vorzeitig verließ, um seine Tätigkeit in den väterlichen Felke Möbelwerken aufzunehmen. Gemeinsam mit seinen zwei älteren Brüdern Aloys und Walter Felke leitete er als Juniorchef neben seinem Vater das Unternehmen. Ab 1970 übernahm er mit seinen Brüdern die Nachfolge des Vaters als Geschäftsführer und folgte seinem Onkel Franz Felke in der Position des Technischen Direktors. Günter Felke war verheiratet und Vater von drei Kindern.

## Numismatik
Neben der Führung des Familienunternehmens befasste sich Günter Felke seit 1960 mit der Geschichte der Pfälzischen und Mainzer Numismatik. Als Sammler römischer, mittelalterlicher und neuzeitlicher Gulden des Rheinlandes übergab er Sammlungen historischer Exponate an die Villa Romana in Veldenz, das Hunsrück-Museum Simmern und ein Museum in Heidelberg.
Speziell über Veldenz schrieb Felke mehrere Abhandlungen zur Münzprägung.
1980 wurde er Mitglied der Bayerischen Numismatischen Gesellschaft.
1981 veröffentlichte Günter Felke sein erstes Buch über die Geschichte heimatlicher Goldprägungen Die Münzen der Herzöge von Simmern, auf das 1989 der umfassende Bildband Die Goldprägungen der rheinischen Kurfürsten 1346–1478 folgte.
1984 war er Mitbegründer der Pfälzischen Numismatischen Gesellschaft.

## Günter-Felke-Stiftung
Günter Felke engagierte sich ab den 1980er Jahren verstärkt als Förderer in Kultur und Bildung für Jugendliche in ihrer schulischen Ausbildung. In diesem Rahmen begründete er am 10. Oktober 1989 die Günter-Felke-Stiftung. Sie verleiht seit 1990 am Herzog-Johann-Gymnasium in Simmern den Günter-Felke-Preis an Schüler mit herausragenden Leistungen.
Vorerst umfasste die Preisvergabe Leistungen in den Bereichen Erdkunde, Geschichte, Musik, Bildende Kunst und Deutsch, was sich nach erweitertem Zuspruch auf alle gymnasialen Fächer ausdehnte.
Ein Stiftungskuratorium entscheidet jährlich über die Leistungen und vergibt die Preise, bis 2004 unter der Aufsicht von Günter Felke.
Zwischen 1990 und 2009 verlieh die Günter-Felke-Stiftung 305 Preise an 1317 Jugendliche und vergab bisher Preisgelder von insgesamt rund 100.000 Euro (Stand 2009). Getragen wird der Preis unter anderem auch durch den vollen Erlös durch Günter Felkes Buchveröffentlichung Die Goldprägungen der rheinischen Kurfürsten.

## Ehrungen
Für besondere Leistungen in der Förderung von Kunst und Kultur im Hunsrück erhielt er 1987 das Ehrenschild und 1994 die Ehrennadel der Stadt Simmern. Im Januar 2000 zeichnete ihn die Stadt mit der Ehrenbürgerschaft aus.
2001 wurde ihm durch den Rheinland-Pfälzischen Ministerpräsidenten Kurt Beck der Verdienstorden des Landes Rheinland-Pfalz verliehen.

## Veröffentlichungen

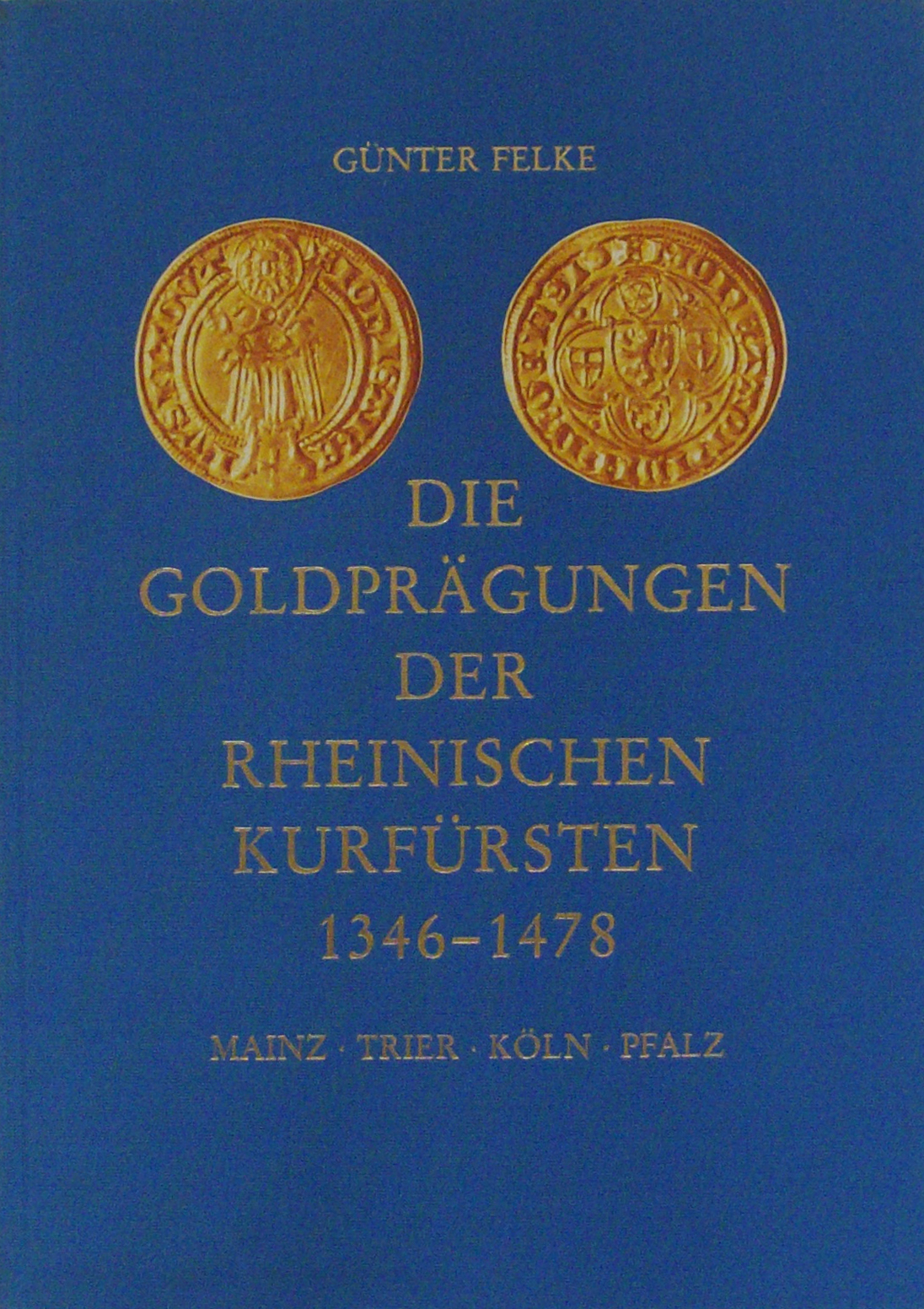
Die Goldprägungen der rheinischen Kurfürsten

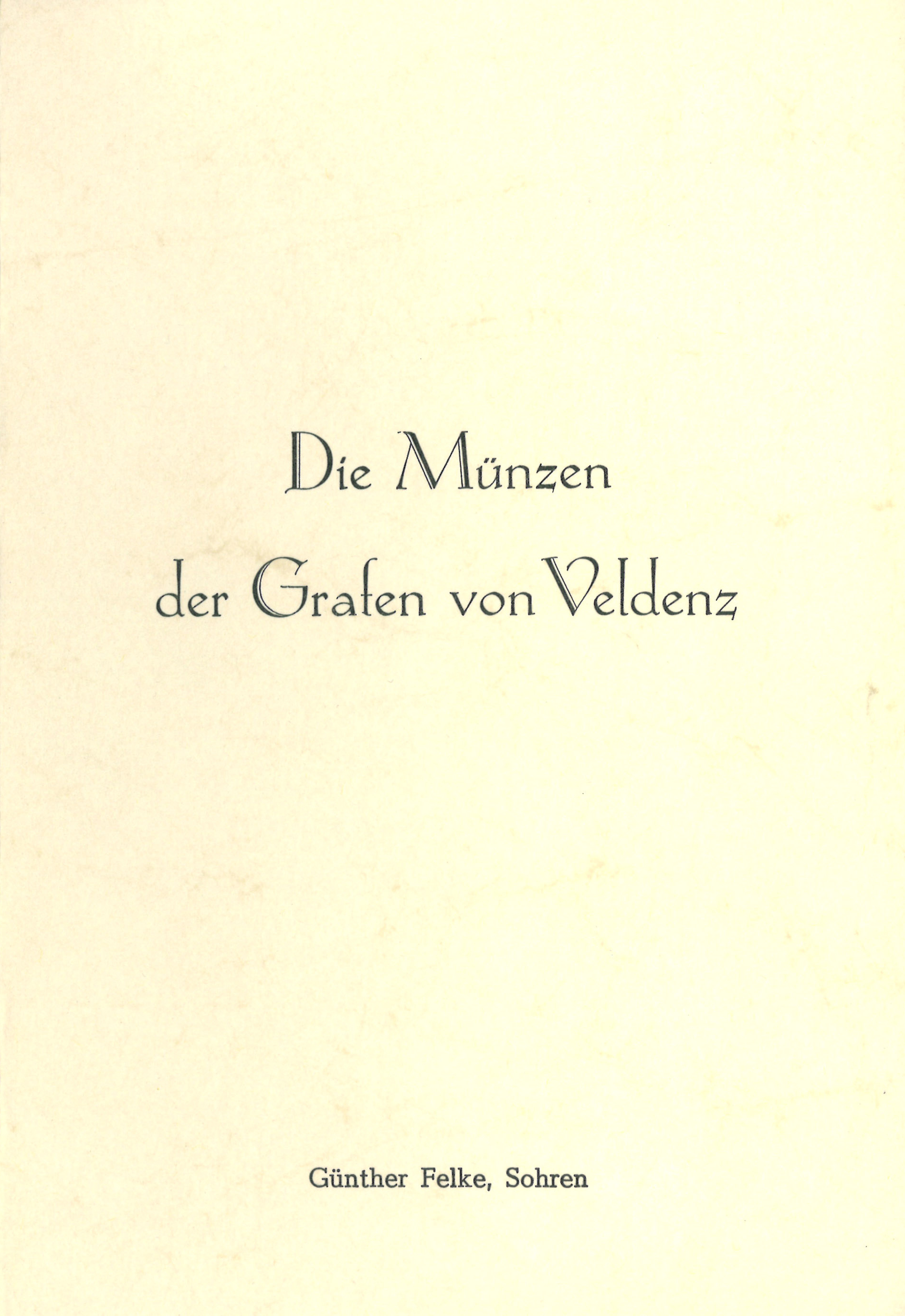
Die Münzen der Grafen von Veldenz

- Die Münzen der Grafen von Veldenz, Beitrag zur Publikation "Der Kreis Bernkastel 1968", Kreisverwaltung Bernkastel 1968
- Die Münzen der Herzöge von Simmern, 1981
- Die Goldprägungen der Rheinischen Kurfürsten 1346–1478. Mainz, Trier, Köln, Pfalz, Münz-Zentrum, Köln 1989, ISBN 3-9800233-7-0
- Neuerwerb von zwei interessanten Münzen für das Museum Simmern, Hunsrücker Heimatblätter Nr. 73, Jg. 28, Simmern 2000